# Emeschbach
Emeschbach (en luxembourgeois : Éimeschbaach ) est une localité de la commune luxembourgeoise de Wincrange située dans le canton de Clervaux.